# Гоуптаун 10A
Гоуптаун 10A (англ. Hopetown 10A) — індіанська резервація в Канаді, у провінції Британська Колумбія, у межах регіонального округу Маунт-Веддінґтон.

## Населення
За даними перепису 2016 року, індіанська резервація не ма постійного населення.

## Клімат
Середня річна температура становить 8,5°C, середня максимальна – 17,3°C, а середня мінімальна – -1,2°C. Середня річна кількість опадів – 1 818 мм.
| Клімат поселення                              | Клімат поселення | Клімат поселення | Клімат поселення | Клімат поселення | Клімат поселення | Клімат поселення | Клімат поселення | Клімат поселення | Клімат поселення | Клімат поселення | Клімат поселення | Клімат поселення | Клімат поселення |
| Показник                                      | Січ.             | Лют.             | Бер.             | Квіт.            | Трав.            | Черв.            | Лип.             | Серп.            | Вер.             | Жовт.            | Лист.            | Груд.            |                  |
| Середній максимум, °C                         | 6,98             | 8,08             | 9,33             | 11,35            | 14,05            | 16,64            | 16,76            | 17,29            | 15,27            | 11,47            | 7,45             | 5,22             |                  |
| Середня температура, °C                       | 2,90             | 4,02             | 5,26             | 7,30             | 10,00            | 12,57            | 14,47            | 15,01            | 12,98            | 9,18             | 5,18             | 2,95             |                  |
| Середній мінімум, °C                          | −1,16            | −0,06            | 1,20             | 3,23             | 5,95             | 8,51             | 12,16            | 12,72            | 10,68            | 6,89             | 2,88             | 0,65             |                  |
| Норма опадів, мм                              | 228              | 161              | 140              | 114              | 82               | 83               | 63               | 80               | 120              | 246              | 260              | 241              |                  |
| Середньомісячна швидкість вітру, м/с          | 4.50             | 4.20             | 3.85             | 3.67             | 3.42             | 3.35             | 3.25             | 3.00             | 3.00             | 3.60             | 4.31             | 4.31             |                  |
| Середньомісячна сонячна радіація, кДж/м²·день | 2661             | 5287             | 9321             | 13869            | 17789            | 18798            | 19041            | 16194            | 11693            | 6301             | 3082             | 2046             |                  |
| --------------------------------------------- | ---------------- | ---------------- | ---------------- | ---------------- | ---------------- | ---------------- | ---------------- | ---------------- | ---------------- | ---------------- | ---------------- | ---------------- | ---------------- |
| Джерело:                                      |                  |                  |                  |                  |                  |                  |                  |                  |                  |                  |                  |                  |                  |